# Суаиб-Мулла
Суаиб-Мулла (Соиб, Сухайиб) Эрсеноевский (чечен. СоӀип-молла) (1800-е—1845) — чеченский военный и религиозный деятель XIX века, наиб и мудир Северо-Кавказского имамата, участник Кавказской войны. Выходец из чеченского села Эрсеной. Суаиб руководил всеми войсками имамата при Даргинском походе.

## Биография

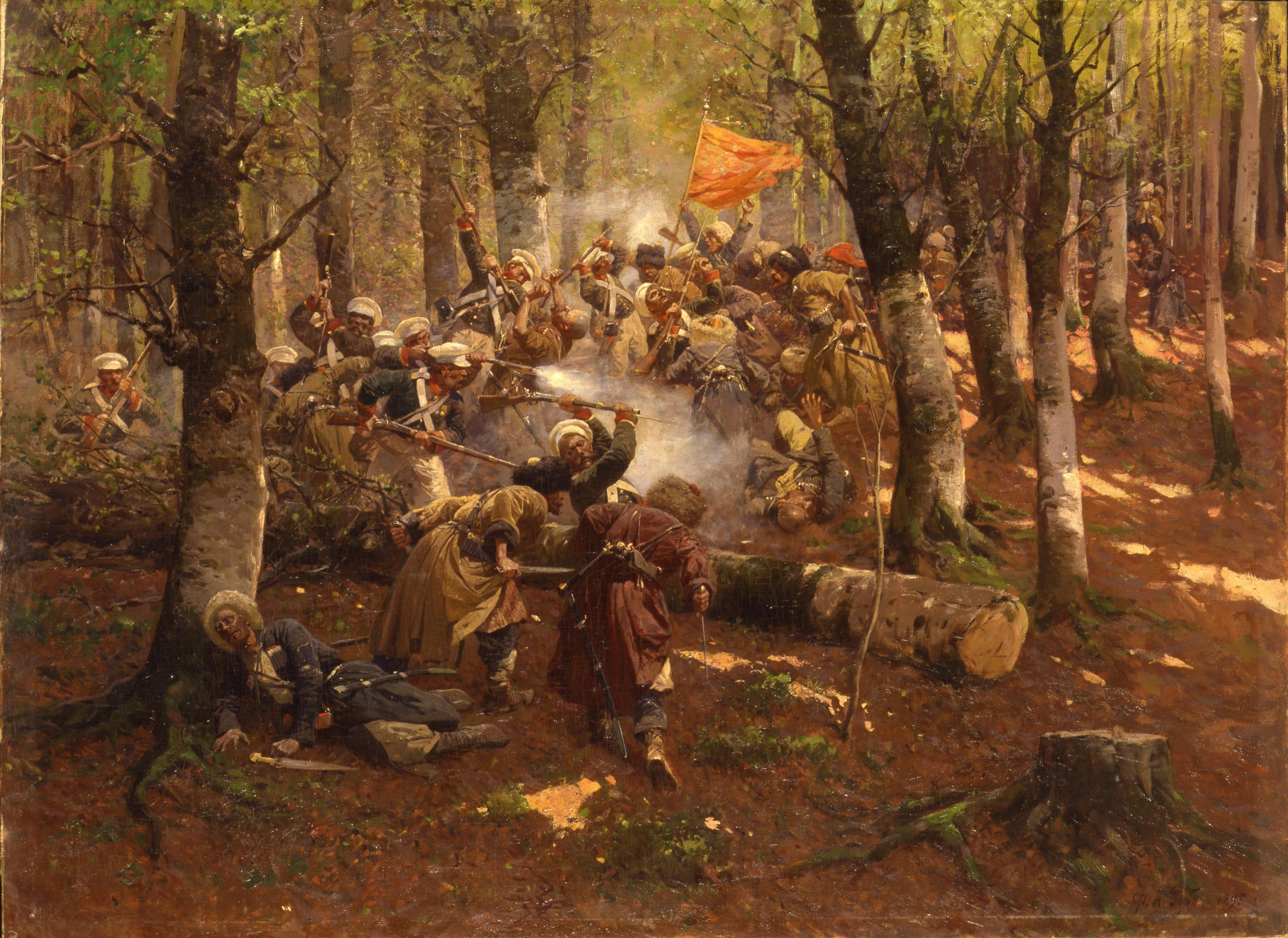
Даргинский поход (Сухарная экспедиция). Рукопашный бой 3-го батальона Апшеронского полка с горцами. Рубо Ф., 1895 г.

Выходец из селения Эрсеной. Суаиб был хорошо образованным человеком для того времени, работал муллой и одно время преподавал мусульманское право, арабский язык и другие дисциплины в местном медресе.
В молодости был учеником и последователем первого имама Гази-Мухаммада, учился в дагестанских аулах Чиркей и Хварши.
В 1842 году Суаиб работал в качестве мазуна наиба Джаватхана из Дарго. Летом 1842 года он участвовал в Ичкеринском сражении, где отличился в боях с войсками генерала П. Х. Граббе. В том же году наиб Большой Чечни Иса Гендаргеноевский был переведён в должность наиба Малой Чечни, а на его место наибом Большой Чечни Шамиль назначил Суаиба. С марта 1844 года, после гибели наиба Шуаиб-муллы, он стал мудиром Восточной Чечни.
На занимаемой должности он проявил себя с лучшей стороны как талантливый и бесстрашный командир, особенно летом 1845 года в сражении с российскими войсками под командование графа М. С. Воронцова, вторгшимися в Горный Дагестан и Чечню с целью окончательного разрушения государство горцев Кавказского Имамата. Войска имамата в этом сражении были объединённые под общим командованием Суаиба-муллы. Армия Воронцова была разгромлена, остатки войск благодаря помощи генерала Р. К. Фрейтага смогли добраться до Герзель-Аула, а Воронцов чудом избежал плена. В этом сражении 16 июля 1845 года Суаиб-Эрсеноевский погиб в одной из последних атак на арьергард русских, пытаясь нанести решительный удар при переправе через мост у селения Шовхал-Берды.
Военный историк А. Л. Зиссерман:
В арьергарде шла 3-я егерская рота, когда она остановилась у мостика, чтобы дать пройти всем остальным, наиб большой Чечни Суаиб-Эрсеноевский собрал свой отряд чеченцев и бросился на цепь прикрытия, в полной уверенности истребить и нанести решительный удар перед выходом войск на открытое место. Однако он был встречен залпом и ударом в штыки, Суаиб не взирая на большие потери, отчаянно продолжал нападение. В эту минуту подоспел резерв из Кабардинского полка и повторил удар в штыки, на котором погиб и сам наиб и другие чеченцы из его партии, в 3-й роте едва лишь уцелела третья часть, потеря была существенной убито более 60 человек и ранено около 200 человек.
К концу войны Абдурахман-Хаджи писал: «Самыми справедливыми наибами в Чечне были Шуаиб, Соиб Эрсеноевский, Ахвердил Мухаммед, Талхиг, Осман Майртупский и Умма из Зунсы».

## Память
- В стариной чеченской народной песне, есть такие строки, воспевавшие мужество и храбрость Суаиба:

Отважный храбрец и учёный Сухаиб
Впереди своих бойцов сражался,
Жизнь свою за свободу и родную землю отдал.
Храбрость и мужество потомкам на веки завещал.
- В поэме XIX века Абдурахмана-Хаджи Согратлинского, посвященной победе горцев над царскими войсками в 1845 году, в память тех, которые пали смертью праведников, есть такие строки:

Помни Сухаиба с его последователями — нашими молодцами.
Вот они воевали, и поэтому отправились в райские сады.